# Reinhard Blänkner
Reinhard Blänkner (* 1951 in Detmold) ist ein deutscher Historiker.

## Leben
Reinhard Blänkner studierte von 1975 bis 1981 Geschichte, Soziologie und Politikwissenschaft in Göttingen. Nach der Mitarbeit an dem Forschungsprojekt „Ars mercatoria. Handbücher und Traktate für den Gebrauch des Kaufmanns, 1470-1820“ (EHSS, Paris / Bielefeld), Promotionsstipendien des Evangelischen Studienwerks Villigst und des Max-Planck-Instituts für Geschichte (Göttingen) wurde er 1991 in Göttingen bei Rudolf Vierhaus promoviert. Von 1990 bis 1994 war er Bearbeiter eines Forschungsprojekts am MPI für Geschichte unter Leitung von Hans Medick, 1994/1995 Research Fellow am Fernand-Braudel-Center in Binghamton (NY) und der Maison des Sciences de l’Homme in Paris (Immanuel Wallerstein). Von 1995 bis 2008 war er Wissenschaftlicher Mitarbeiter / Assistent am Lehrstuhl Vergleichende Europäische Geschichte der Neuzeit (Heinz Dieter Kittsteiner) an der Europa-Universität Viadrina in Frankfurt (Oder), wo er sich 1995 habilitierte und als Privatdozent tätig war. Nach dem Tod von Heinz Dieter Kittsteiner vertrat er 2008–2009 den Lehrstuhl Vergleichende Europäische Geschichte der Neuzeit, im Sommersemester 2009 wurde er zum außerplanmäßigen Professor für Neuere Geschichte und Kulturgeschichte ernannt. Von 2009 bis zu seiner Emeritierung 2017 hatte er die Professur für Neuere Geschichte und Kulturgeschichte inne. Seitdem ist er als Senior Scholar an der Fakultät für Kulturwissenschaften an der Europa-Universität Viadrina tätig.
Gastprofessuren führten ihn u. a. an die EHESS in Paris (2006), ans Institut für Geschichte und Ethnologie an der Universität Innsbruck (2009), die University of Minnesota / Minneapolis (2012/3) und an die Universität Wien (2016).
Seine Forschungsschwerpunkte sind die europäische Geschichte vom 16. bis 20. Jahrhundert im globalen Kontext, Neuständische Vergesellschaftungen um 1800, Theorie und Analyse institutioneller Mechanismen politisch-sozialer Ordnungen (insbesondere „Verfassungen“), Theorie und Historiographie der historischen Kulturwissenschaften.

## Schriften (Auswahl)
- „Absolutismus“. Eine begriffsgeschichtliche Studie zur politischen Theorie und zur Geschichtswissenschaft in Deutschland 1830–1870. 2., um eine Vorbemerkung ergänzte Auflage. Peter Lang, Frankfurt am Main 2011, ISBN 978-3-631-60428-1. Zugleich Philosophische Dissertation Göttingen 1990.
- als Hrsg. mit Bernhard Jussen: Institutionen und Ereignis. Über historische Praktiken und Vorstellungen gesellschaftlichen Ordnens. Vandenhoeck & Ruprecht, Göttingen 1998, ISBN 978-3-525-35453-7.
- als Hrsg. mit Gerhard Göhler und Norbert Waszek: Eduard Gans (1797–1839). Politischer Professor zwischen Restauration und Vormärz. Leipziger Universitäts-Verlag, Leipzig 2002, ISBN 978-3-934565-33-3.
- Staat. Verfassung. Kultur. Über Historizität und Institutionalität politisch-sozialer Ordnungen. Habilitationsschrift Frankfurt (Oder) (1995) 2005.
- als Hrsg.: Europäische Bildungsströme. Die Viadrina im Kontext der europäischen Gelehrtenrepublik der frühen Neuzeit 1506–1811. Scrîpvaz, Schöneiche bei Berlin 2008, ISBN 978-3-931278-29-8.
- als Hrsg. mit Wolfgang de Bruyn: Salons und Musenhöfe. Neuständische Geselligkeit in Berlin und in der Mark Brandenburg um 1800. Wehrhahn, Hannover 2009, ISBN 978-3-86525-151-0.
- als Hrsg.: Heinrich von Kleists Novelle Die Verlobung in St. Domingo. Literatur und Politik im globalen Kontext um 1800. Königshausen & Neumann, Würzburg 2013, ISBN 978-3-8260-4938-5.
- als Hrsg. mit Falko Schmieder, Christian Voller und Jannis Wagner: Geschichtsphilosophie nach der Geschichtsphilosophie? Perspektiven der Kulturgeschichte im Ausgang von Heinz Dieter Kittsteiner. Transcript Verlag, Bielefeld 2021, ISBN 978-3-8376-4196-7.